# 32-es busz (Sopron)
A soproni 32-es jelzésű autóbusz Autóbusz-állomás és Gida patak utcai lakópark végállomások között közlekedik.

## Története
A 32-es busz 2011. augusztus 1-jén indult, ekkor ugyanis a 7242 sz. Sopron–Harka helyközi vonalon integrálásra került a helyi és a helyközi közlekedés. A járat autóbusz-állomás 9-es kocsiállásáról indul, és az Ógabona tér után a Csengery utcán, majd a Kőszegi úton közlekedik a Gida patak utcai lakóparkig (Brandmajor). Ezt a viszonylatot a Sopron-Harka között közlekedő regionális autóbuszjáratok szolgálják ki, amelyek az autóbusz-állomás és a Gida patak utcai lakópark között helyi utazásra is igénybe vehetők.
 2015. december 12-ig az autóbuszok a jelenlegi Ógabona tér helyett, mindkét irányban a Várkerületen át közlekedtek. Az útvonalak módosítására az új várkerületi ütemes menetrend kialakítása miatt volt szükség, amelybe ezen járatokat nem tudták beilleszteni.

## Útvonal
| Autóbusz-állomás → Gida patak utcai lakópark |
| --- |
| Autóbusz-állomás végállomás – Dózsa utca – Ferenczy János utca – Lackner Kristóf utca – Ógabona tér – Petőfi tér – Széchenyi tér – Erzsébet utca – Csengery utca – Kőszegi út – Harkai út – Gida patak utcai lakópark végállomás |

| Gida patak utcai lakópark → Autóbusz-állomás |
| --- |
| Gida patak utcai lakópark végállomás – Harkai út – Kőszegi út – Csengery utca – Mátyás király utca – Széchenyi tér – Petőfi tér – Ógabona tér – Lackner Kristóf utca – Autóbusz-állomás végállomás |

## Megállóhelyek
| Távolság (km) | Idő (perc) | Megállóhely neve             | Idő (perc) | Távolság (km) | Átszállási lehetőségek | Fontosabb nevezetességek, helyek, áruházak és intézmények a közelben |
| ------------- | ---------- | ---------------------------- | ---------- | ------------- | --- | --- |
| 0             | 0          | Autóbusz-állomás             | 14         | 5,7           | 1, 2, 3, 3Y, 4, 5, 5A, 5B, 5T, 5Y, 7, 7A, 7B, 7T, 8, 10, 10B, 10Y, 11Y, 12, 12B, 13, 13B, 14, 14B, 15, 15A, 17, 21, 27, 27A, 27B, 27T, 33 Helyközi és távolsági autóbuszjáratok | Soproni autóbusz-állomás Soproni Rendőrkapitányság Káposztás utcai Stadion INTERSPAR áruház Vásárcsarnok                                                                                        |
| 0,5           | 1          | Ógabona tér, Újteleki utca   | 13         | 5,2           | 1, 2, 3Y, 4, 5, 5A, 5B, 5T, 7, 7A, 7B, 7T, 10, 10B, 10Y, 11Y, 12, 12B, 13, 14, 14B, 15, 15A, 33                                                                                 | Tűztorony Városháza Szentháromság-szobor Szent György-templom |
| –             | –          | Széchenyi tér                | 11         | 4,7           | 1, 2, 3Y, 4, 5, 5A, 5B, 5T, 7, 7A, 7B, 7T, 10, 10B, 10Y, 11, 11A, 11B, 11Y, 12, 12B, 13B, 14, 14B, 15, 15A, 22, 27, 27A, 27B, 27T, 27Y, 33                                      | Liszt Ferenc Konferencia- és Kulturális Központ Soproni Petőfi Színház Posta Soproni Szent Júdás Tádé-templom SOE Lámfalussy Sándor Közgazdaságtudományi Kar Európa leghosszabb tere – Deák tér |
| 1,0           | 4          | Erzsébet utca                | –          | –             | 1, 2, 3Y, 4, 5, 5A, 5B, 5T, 7, 7A, 7B, 7T, 10, 10B, 10Y, 11, 11A, 11B, 11Y, 12, 12B, 13B, 14, 14B, 15, 15A, 22, 27, 27A, 27B, 27T, 27Y, 33                                      | Liszt Ferenc Konferencia- és Kulturális Központ Soproni Petőfi Színház Posta Soproni Szent Júdás Tádé-templom SOE Lámfalussy Sándor Közgazdaságtudományi Kar Európa leghosszabb tere – Deák tér |
| –             | –          | Mátyás király utca, Deák tér | 9          | 4,3           | 1, 2, 3Y, 4, 5, 5A, 5B, 5T, 7, 7A, 7B, 7T, 10, 10B, 10Y, 11, 11A, 11B, 11Y, 12, 12B, 27Y                                                                                        | Liszt Ferenc Konferencia- és Kulturális Központ Soproni Petőfi Színház Posta Soproni Szent Júdás Tádé-templom SOE Lámfalussy Sándor Közgazdaságtudományi Kar Európa leghosszabb tere – Deák tér |
| 1,6           | 6          | Csengery utca, nyomda        | 8          | 4,0           | 1, 2, 3Y, 4, 5, 5A, 5T, 7, 7A, 7B, 7T, 10, 10B, 10Y, 11, 11A, 11B, 11Y, 12, 12B, 22, 27, 27A, 27B, 27T, 27Y Helyközi és távolsági autóbuszjáratok                               | Sopron vasútállomás GYSEV Zrt. SPAR szupermarket |
| 2,2           | 7          | Hőközpont utca               | 7          | 3,5           | 4, 5, 5A, 5T, 5Y, 7, 7A, 7B, 7T, 11, 11A, 11B, 11Y, 22, 27, 27A, 27B, 27T, 27Y Helyközi és távolsági autóbuszjáratok                                                            | Soproni Erzsébet Oktató Kórház és Rehabilitációs Intézet |
| 3,2           | 8          | Felsőbüki Nagy Pál utca 70.  | 6          | 2,6           | 12, 12B | |
| 3,6           | 9          | Kőszegi út 62.               | 5          | 2,0           | 12, 12B | |
| 4,0           | 10         | Kőszegi út, Sarudi utca      | 4          | 1,6           | 12, 12B | Citadella park |
| 4,4           | 11         | Lővér kemping, bejárati út   | 3          | 1,2           | | Lővér kemping (VOLT Fesztivál) |
| 5,1           | 13         | Kőszegi út, hulladéktelep    | 1          | 0,4           | | STKH Sopron hulladéklerakó |
| 5,7           | 14         | Gida patak utcai lakópark    | 0          | 0             | | |